# Okunino
Okunino (deutsch Wocknin) ist ein Dorf in der Stadt- und Landgemeinde Miastko (Rummelsburg) im Powiat Bytowski (Bütower Kreis) der polnischen Woiwodschaft Pommern.

## Geographische Lage
Das Dorf liegt in Hinterpommern, etwa 7 ½ Kilometer nordnordwestlich von Miastko (Rummelsburg i. Pom.) und 4 ½ Kilometer südsüdwestlich des Kirchdorfs Dretyń  (Treten).
Bei dem Dorf, dessen Gemarkung im Westen an die Stüdnitz grenzt, befindet sich ein kleiner See.

## Geschichte

Wocknin, nordnordwestlich von Rummelsburg und südsüdwestlich des Kirchdorfs Treten, auf einer Landkarte von 1915

Das Adelsgut Wocknin, ehemals ein Massowches Lehen, gehörte um 1782 dem Kriegs- und Domänenrat Werner Ernst von Lettow, dem 1765 von seiner Mutter, einer geb. von Massow, zwei Teile des Guts abgetreten worden waren und der am 1. Mai 1770 durch Zukauf eines dritten Teils von den Massows das ganze Gut Wocknin in seiner Hand vereinigen konnte. Laut Vasallen-Tabelle befand sich um 1804 der 36 Jahre alte Johan Peter Jacob von Lettow, Lieutenant a. D., im Besitz von Wocknin. Nach den Verzeichnissen der Pommerschen Ritterschaft gehörte das Gut Wocknin am 1. Januar 1862 einem Herrn Ritter, der 1854 das Lettowsche Lehen Wocknin für 39.000 Taler gekauft hatte. Die Familie Ritter befand sich auch noch 1884 im Besitz des Ritterguts Wocknin mit Branntweinbrennerei. 1892 gehörte das Gut H. Jungck.
Am 1. Dezember 1913 wurden auf der 806,3 Hektar großen Gemarkungsfläche der Landgemeinde Wocknin 40 viehhaltende Haushaltungen gezählt und auf dem 811,8 umfassenden Gutsbezirk Wocknin 17 viehhaltende Haushaltungen.
Am 1. April 1927 hatte der Gutsbezirk Wocknin eine Flächengröße von 841 Hektar und 45 Ar, und am 16. Juni 1925 hatte dieser Gutsbezirk 125 Einwohner. Am 30. September 1928 wurde der Gutsbezirk Wocknin in die Landgemeinde Wocknin eingegliedert.
Anfang der 1930er Jahre hatte die Landgemeinde Wocknin eine Flächengröße von 16,5 km². Innerhalb der Gemeindegrenzen standen insgesamt 49 bewohnte Wohnhäuser an drei verschiedenen Wohnstätten:
1. Rieselkaten (früher Wiesenkaten)
2. Wocknin
3. Wockniner Mühle

Um 1935 gab es im Dorf Wocknin unter anderem einen Gemischtwarenladen, eine Mühle und eine Stellmacherei.
Die Landgemeinde Wocknin gehörte im Jahr 1945 zum Landkreis Rummelsburg im Regierungsbezirk Köslin der preußischen Provinz Pommern des Deutschen Reichs und war dem Amtsbezirk Treten zugeordnet. Das Standesamt befand sich in Treten.
Gegen Ende des Zweiten Weltkriegs wurde Wocknin Anfang März 1945 von der Roten Armee besetzt.
Anschließend wurde Wocknin zusammen mit ganz Hinterpommern von der Sowjetunion der Volksrepublik Polen zur Verwaltung überlassen. Zwischen 1945 und 1947 wurde die gesamte einheimische Bevölkerung von der polnischen Administration aus Wocknin vertrieben. Der Ortsname Wocknin wurde zu „Okunino“ polonisiert.

### Demographie
| Jahr | Einwohner | Anmerkungen |
| ---- | --------- | --- |
| 1782 | –         | adliges Dorf mit einem Vorwerk, einer Schäferei, einer Wassermühle, die an der Stüdnitz liegt, einem doppelten Bauernhof, sieben Bauernhöfen, sieben Kossäten, einem Schulmeister und zwanzig Feuerstellen (Haushaltungen), zu Treten eingepfarrtes Massowsches Lehen, durch Erbschaft und Zukauf in den Besitz von Werner Ernst von Lettow gelangt |
| 1818 | 122       | Dorf mit 118 Einwohnern, adlige Besitzung, und adlige Wassermühle mit vier Einwohnern, zum Kirchspiel Treten gehörig |
| 1852 | 290       | Dorf |
| 1864 | 357       | am 3. Dezember, Gemeindebezirk mit 206 Einwohnern und einem Flächeninhalt von 3152,50 Morgen sowie Gutsbezirk mit 151 Einwohnern und einem Fächeninhalt von 3674,21 Morgen |
| 1867 | 375       | am 3. Dezember, davon 224 in der Landgemeinde und 151 im Gutsbezirk |
| 1871 | 335       | am 1. Dezember, davon 206 (sämtlich Evangelische) in der Langemeinde und 129 (sämtlich Evngelische) im Gutsbezirk, sämtlich Evangelische |
| 1885 | 430       | am 1. Dezember, davon 318 (317 Evangelische, ein sonstiger Christ) in der Landgemeinde und 112 (111 Evangelische, ein Katholik) im Gutsbezirk |
| 1895 | 393       | am 2. Dezember, davon 278 (261 Evangelische, 17 sonstige Christen) in der Landgemeinde und 115 (sämtlich Evangelische) im Gutsbezirk |
| 1910 | 351       | am 1. Dezember, davon 234 in der Landgemeinde und 117 im Gutsbezirk |
| 1925 | 358       | sämtlich Evangelische |
| 1933 | 365       | [ 19 ] |
| 1939 | 347       | [ 19 ] |

## Kirche

### Kirchspiel bis 1945
Die vor 1945 in Wocknin anwesenden Dorfbewohner waren größtenteils evangelischer Konfession. Die evangelischen Einwohner gehörten zum evangelischen Kirchspiel Treten im Kirchenkreis Schlawe in der Kirchenprovinz Pommern der Evangelischen Kirche der Altpreußischen Union. 
Das katholische Kirchspiel war in Rummelsburg i. Pom.

### Kirchspiel seit 1946
Die seit 1945 und Vertreibung der Einheimischen hier lebende polnische Dorfbevölkerung ist größtenteils römisch-katholisch und gehört der Römisch-katholischen Kirche in Polen an.
Hier lebenden evangelische Kirchenglieder werden von der Evangelisch-Augsburgischen Kirche in Polen betreut. Das zuständige Pfarramt ist das der Kreuzkirche in Słupsk (Stolp).

## Persönlichkeiten
- Werner Ernst von Lettow (1738–1789), preußischer Rittergutsbesitzer, Landrat und Kriegs- und Domänenrat, war Erbherr auf Wocknin und weiteren Gütern